# Erkki Ertama
Erkki Ertama (26 de noviembre de 1927 – 16 de septiembre de 2010) fue un compositor y director de orquesta finlandés

## Biografía
Su nombre completo era Bertel Erik Ertama, y nació en Alavus, Finlandia.
Conocido por su trabajo como compositor de bandas sonoras de largometrajes y comerciales, fue también actor cinematográfico y poeta, escribiendo bajo el pseudónimo Erkki Leino. 
En el año 2007 recibió el título de Asesor Musical, otorgado por el presidente de la República.
Falleció en Helsinki, Finlandia, en el año 2010.

## Discografía
- 1971 : Something for You (EMI)
- 1971 : A Taste of Organ (EMI)
- 1980 : and His Golden Electric Orchestra Organ (Sauna-Musiikki)
- 1982 : Petteri punakuono – Tutut Joululaulut sähköuruilla (JP-Musiikki)
- 1983 : Yhden miehen big band: Suomalaisia ikivihreitä sähköuruilla (JP-Musiikki)

## Filmografía

### Compositor
- 1959 : Iskelmäketju
- 1961 : Nuoruus vauhdissa
- 1963 : Sissit
- 1963 : Hopeaa rajan takaa
- 1963 : Hermoprässi
- 1965 : Herkullista lihavuutta
- 1972 : Kahdeksan surmanluotia

### Actor
- 1953 : Kasvot kuvastimessa
- 1959 : Iskelmäketju
- 1961 : Nuoruus vauhdissa
- 1963 : Hopeaa rajan takaa
- 1963 : Sissit
- 1993 : Äidin tyttö